# 錫格林岩
74°11′S 115°6′W / 74.183°S 115.100°W
錫格林岩（英語：Siglin Rocks）是南極洲的岩石，位於瑪麗伯德地，處於施奈德岩和拜恩德岩之間的馬丁半島西部，在1947年1月由美國海軍拍攝空中照片，現時由南極條約體系管理。